# Chattanooga, Tennessee
Chattanooga är den fjärde största staden i delstaten Tennessee och huvudort i Hamilton County. Staden har en yta av 370,8 km² och en befolkning som uppgår till cirka 171 000 invånare (2004). 
Chattanooga ligger i sydöstra Tennessee, nära gränsen till Georgia. Transport har alltid varit ett viktigt inslag i stadens utveckling. Turismen har också en stor ekonomisk betydelse. 
Staden är ett administrativt centrum i det så kallade TVA-projektet, som inleddes år 1933. TVA (Tennessee Valley Authority) är en myndighet som skapades för att producera elektrisk kraft och kontrollera ett antal floders vattenflöden.
Chattanooga grundades år 1815 och var en av krigsskådeplatserna under det nordamerikanska inbördeskriget. Under Chattanoogafälttåget led sydstatsarmén ett stort nederlag 1863.

## Kända personer
- Grace Moore, sångerska och skådespelare
- Bessie Smith, bluessångerska
- Roscoe Tanner, tennisspelare
- Usher, musiker och skådespelare
- Samuel L. Jackson, skådespelare
- Isaiah Rashad, musiker